# The Spider
The Spider (dt. „Spiderman“) ist ein britischer Comic und eine gleichnamige Comicfigur, die vom Autor Ted Cowan und dem Zeichner Reg Bunn entworfen wurden.

## Geschichtliche Entstehung
The Spider tauchte als Superschurke, der aber im Laufe der Zeit die Fronten wechselt, erstmals vom 26. Juni 1965 bis zum 26. April 1969 im Comic Lion und in Lion Annuals (1967–1971) auf. Jerry Siegel, einer der Erschaffer von Superman, schrieb ab seinem dritten Erscheinen innerhalb von Lion aktiv an der Handlung dessen Abenteuer mit und verfasste einen Großteil der Kapitel, in denen der Charakter auftauchte.
The Spider wurde nahezu zeitgleich, aber unabhängig, zu Stan Lees Marvel-Charakter The Amazing Spider-Man in den 1960er Jahren entwickelt. Daher führten deren Bezeichnungen Spiderman/Spinnenmann unter anderem im deutschsprachigen Raum teilweise auch zu Verwirrungen.

## Veröffentlichungen
In Deutschland erschien The Spider erstmals im Februar 1975 unter dem Namen Spiderman im wöchentlichen Kobra als Fortsetzungsgeschichte sowie ab 1977 auch in der Kobra-Taschenbuchreihe. Der Comic wurde unter anderem auch in den Vereinigten Staaten, Spanien, Italien und Frankreich veröffentlicht.
Im Jahr 1992 veröffentlichte 2000 AD ein „Action Special“, das von Mark Millar geschrieben wurde und sich unter anderem auch „The Spider“ im Zusammenspiel mit Charakteren aus der gleichen Era bediente. Dass der Charakter hier als Kannibale dargestellt wurde, führte bei den Fans zu einer Ablehnung dieser Ausgabe.
Eine ältere, sich im Ruhestand befindliche, Version des Charakters tauchte im Comic Jack Staff auf.
2005 wurden die ersten Kapitel innerhalb von King of Crooks (Titan Books, London 2005, ISBN 1-84576-000-X) erneut abgedruckt.